# Colombia's Next Top Model (terza edizione)
La terza edizione di Colombia's Next Top Model è andata in onda dal 1º gennaio al 10 febbraio 2017 sul canale Caracol TV, sotto la conduzione della modella colombiana Carolina Cruz, e ha dunque vestito anche il ruolo di giudice delle concorrenti insieme ad altri volti noti della moda nell'ambiente sudamericano: l'esperta di moda Kika Rocha, il fotografo Mauricio Vélez e la modella Karen Carreño. Insieme a loro era presente anche Franklin Ramos, esperto in make-up, hair-style e portamento, il quale faceva da maestro alle concorrenti affinché potessero migliorare le loro abilità e qualità durante la gara.
Il format è simile a quello statunitense: le concorrenti, in questa edizione sedici, si affrontavano di volta in volta tra servizi fotografici, sfilate, video pubblicitari, venendo poi giudicate in studio dai quattro giurati; dopo i giudizi vi era la deliberazione, al termine della quale veniva stilata una classifica. La conduttrice chiamava una per una le ragazze che passavano al turno successivo, mentre le ultime due finivano al ballottaggio; qui, dopo qualche parola spesa per dare qualche consiglio o monito per il futuro, era annunciata l'ultima concorrente salva, così come l'eliminata.
Una differenza rispetto ai format di tutto il mondo è stata la collocazione degli episodi, mandati in onda giornalmente piuttosto che settimanalmente e la possibilità di essere immuni dall'eliminazione. Inoltre, il pubblico di internet è stato assoluto protagonista nella scelta delle quattro finaliste che hanno poi concorso nella finalissima per il titolo ambito.
I premi per il vincitore, di questa edizione è per Alejandra Merlano di 20 anni, con 200.000.000 pesos e una macchina.

## Concorrenti
(L'età si riferisce al periodo di messa in onda del programma)
| Concorrente          | Età | Altezza | Città di provenienza | Finire      | Posizione |
| -------------------- | --- | ------- | -------------------- | ----------- | --------- |
| Dana Ceballos        | 20  | 1.66    | Cali                 | Episodio 2  | 13        |
| Catherine Peña       | 23  | 1.78    | Bogotà               | Episodio 4  | 12        |
| Valentina Londoño    | 26  | 1.66    | Medellín             | Episodio 6  | 11        |
| Valentina Ortiz      | 18  | 1.75    | Bogotá               | Episodio 8  | 10        |
| Valentina Lagarejo   | 18  | 1.79    | Cali                 | Episodio 10 | 9         |
| Laura Espada         | 22  | 1.74    | Cali                 | Episodio 12 | 8         |
| Valentina Caicedo    | 18  | 1.76    | Cali                 | Episodio 14 | 7         |
| Paula Zamudio        | 22  | 1.74    | Bogotá               | Episodio 16 | 6         |
| Sofia Cuello         | 22  | 1.68    | San Juan del Cesar   | Episodio 18 | 5         |
| Karen Soto           | 20  | 1.81    | Cali                 | Episodio 20 | 4         |
| Sasha Palma          | 22  | 1.80    | Riosucio             | Episodio 21 | 3-2       |
| María Camila Giraldo | 22  | 1.73    | Cali                 | Episodio 21 | 3-2       |
| Alejandra Merlano    | 20  | 1.75    | Armenia              | Episodio 21 | 1         |

## Sommario

### Ordine di chiamata
| 1  | María Camila | Valentina C.  | Paula         | Sasha         | Alejandra     | Alejandra    | Karen        | Karen        | María Camila | Sasha        | Alejandra          |  |  |  |  |  |  |  |  |  |
| 2  | Sofia        | María Camila  | Valentina La. | Alejandra     | Karen         | María Camila | María Camila | Sasha        | Alejandra    | Alejandra    | Maria Camila Sasha |  |  |  |  |  |  |  |  |  |
| 3  | Karen        | Karen         | Karen         | Valentina La. | María Camila  | Paula        | Alejandra    | Alejandra    | Karen Sasha  | María Camila | Maria Camila Sasha |  |  |  |  |  |  |  |  |  |
| 4  | N.D.         | Sofia         | Alejandra     | Paula         | Paula         | Sofia        | Sasha        | María Camila | Karen Sasha  | Karen        |                    |  |  |  |  |  |  |  |  |  |
| 5  | N.D.         | Laura         | Laura         | Valentina C.  | Valentina C.  | Sasha        | Sofia        | Sofia        | Sofia        |              |                    |  |  |  |  |  |  |  |  |  |
| 6  | N.D.         | Valentina Lo. | María Camila  | María Camila  | Sasha         | Karen        | Paula        | Paula        |              |              |                    |  |  |  |  |  |  |  |  |  |
| 7  | N.D.         | Alejandra     | Valentina C.  | Laura         | Sofia         | Valentina C. | Valentina C. |              |              |              |                    |  |  |  |  |  |  |  |  |  |
| 8  | N.D.         | Valentina La. | Sofia         | Karen         | Laura         | Laura        |              |              |              |              |                    |  |  |  |  |  |  |  |  |  |
| 9  | N.D.         | Sasha         | Sasha         | Sofia         | Valentina La. |              |              |              |              |              |                    |  |  |  |  |  |  |  |  |  |
| 10 | N.D.         | Valentina O.  | Valentina O.  | Valentina O.  |               |              |              |              |              |              |                    |  |  |  |  |  |  |  |  |  |
| 11 | N.D.         | Paula         | Valentina Lo. |               |               |              |              |              |              |              |                    |  |  |  |  |  |  |  |  |  |
| 12 | Sasha        | Catherine     |               |               |               |              |              |              |              |              |                    |  |  |  |  |  |  |  |  |  |
| 13 | Dana         |               |               |               |               |              |              |              |              |              |                    |  |  |  |  |  |  |  |  |  |

     La concorrente è stata eliminata
     La concorrente è immune dall'eliminazione
     La concorrente ha vinto la gara

### Servizi fotografici
- Episodio 2 servizi fotografici: Underwater incarna Houdini; scatti promo
- Episodio 3 fotografico: Lotta di cuscino in biancheria con modelli maschili
- Episodio 4 fotografico: Zombies in un cimitero
- Episodio 5 servizio fotografico: vigili del fuoco sexy
- Episodio 6 servizio fotografico: posa in un bagno di fiori e ghiaccio
- Episodio 7 fotografico: bellezze coloniali
- Episodio 8 fotografico: dee dorate incarnano Bachue
- Episodio 9 servizio fotografico: colpi di bellezza con gioielli per Masglo
- Episodio 10 servizio fotografico: stile Farm che propone con una piggy
- Episodio 11 servizio fotografico: Nel circo
- Episodio 12 servizio fotografico: coperto in olio
- Episodio 13 servizio fotografico: Sette peccati capitali
- Episodio 14 servizio fotografico: generi di danza
- Episodio 15 servizio fotografico: le bambole a grandezza naturale
- Episodio 16 servizio fotografico: Natural colpi di bellezza sorridenti
- Episodio 17 servizio fotografico: polvere colorata, mentre salta da un trampolino
- Episodio 18 servizio fotografico: selfie Da vedere
- Episodio 19 servizio fotografico: Warriors lotta contro se stessi
- Episodio 20 servizi fotografici: Fingendosi pittura; CROMOS coprono provare
- Episodio 21 servizi fotografici: Fingendosi Cleopatra